# Bissidiro
Bissidiro (arabisch بيسيديرو) ist ein Grenzort im Nordosten von Dschibuti, in der Region Obock.

## Geographie
Der Ort liegt an der Grenze zu Eritrea an der gleichnamigen Quelle und im Einzugsbereich des Wadi Kibo. Während die Grenze weiter im Hinterland dem Verlauf der Wadis folgt, verläuft sie von Bissidiro aus in der Küstenebene pfeilgerade bis Ras Doumeira im Nordosten.